# Ribe Amtsråd 1994-1997
Medlemmer af amtsrådet i Ribe Amt, valgt 16. november 1993.

## Mandatfordeling
A: Socialdemokratiet - 6 mandater
B: Det Radikale Venstre - 2 mandater
C: Det Konservative Folkeparti - 2 mandater
F: Socialistisk Folkeparti - 1 mandat
V: Venstre - 8 mandater
Z: Fremskridtspartiet - 2 mandater

## Styrelsen
| Embede                                       | Navn                    | Parti                       |
| -------------------------------------------- | ----------------------- | --------------------------- |
| Amtsborgmester                               | Laurits Tørnæs          | Venstre                     |
| 1 viceamtsborgmester                         | Poul Erling Christensen | Det Konservative Folkeparti |
| 2. viceamtsborgmester                        | Karsten Uno Petersen    | Socialdemokratiet           |
| Formand for økonomiudvalget                  | Laurits Tørnæs          | Venstre                     |
| Formand for sygehusudvalget                  | Christian Sørensen      | Radikale Venstre            |
| Formand for social- og sundhedsudvalget      | Lissi Møller Kristensen | Venstre                     |
| Formand for udvalget for teknik og miljø     | Jens Lauridsen          | Venstre                     |
| Formand for undervisnings- og kulturudvalget | Poul Erling Christensen | Det Konservative Folkeparti |

## Valgte medlemmer
| Navn                    | Parti                       |
| ----------------------- | --------------------------- |
| Jette Paulli Aggerbeck  | Det Konservative Folkeparti |
| Karen Baungaard         | Venstre                     |
| Poul Erling Christensen | Det Konservative Folkeparti |
| Ruth Jensen             | Venstre                     |
| Hans Kristensen         | Socialdemokratiet           |
| Lissi Møller Kristensen | Venstre                     |
| Jens Lauridsen          | Venstre                     |
| Ernst Maarup            | Socialdemokratiet           |
| Freddie H. Madsen       | Fremskridtspartiet          |
| Jytte Nielsen           | Radikale Venstre            |
| Karsten Uno Petersen    | Socialdemokratiet           |
| Bent Poulsen            | Venstre                     |
| Henning Rasmussen       | Socialdemokratiet           |
| Sinne Rasmussen         | Socialistisk Folkeparti     |
| Knud Raunkjær           | Socialdemokratiet           |
| Christian Sørensen      | Radikale Venstre            |
| Hans Sørensen           | Venstre                     |
| Holger Thomsen          | Fremskridtspartiet          |
| Erik Tychsen            | Venstre                     |
| Laurits Tørnæs          | Venstre                     |
| Charles Vangsgaard      | Socialdemokratiet           |